# Isidore Ngei Ko Lat
Isidore Ngei Ko Lat est un catéchiste birman, né le 7 septembre 1918 à Taw Pon Athet dans l'État de Kayin, tué le 24 mai 1950 en même temps que le P. Mario Vergara.
Il est reconnu martyr le 9 décembre 2013 par le pape François et proclamé bienheureux le 24 mai 2014. Il est le premier bienheureux birman.

## Biographie
Isidore Ngei Ko Lat naît à Taw Pon Athet dans l'État de Kayin en 1918, au sein d'une famille de fermiers, qui ont été convertis au catholicisme par le P. Paolo Manna. Il est baptisé par le P. Dominique Pedrotti à Taw Pon Athet le 7 septembre 1918.
Dès l'enfance, il aime accompagner les missionnaires. Il est orphelin de ses deux parents à l'adolescence. Ce sont un oncle et une tante qui s'occupent de lui. Il désire précocement devenir prêtre.
Il intègre le petit séminaire de Taungû. Il se fait remarquer parmi ses camarades par son zèle et son sérieux. Il est réputé simple, honnête et humble, avec une forte sensibilité religieuse et l'aptitude aux études. Il apprend très bien l'anglais et le latin.
Mais souffrant d'asthme chronique, Isidore doit retourner dans sa famille, et doit renoncer devenir prêtre. Désirant fortement servir, il décide d'aider le catéchiste de son village. Dans le village de Dorokhò, il ouvre une école gratuite. Il enseigne le birman et l'anglais. Il donne également des cours de catéchisme, et apprend aux enfants la musique et des cantiques. Les témoignages indiquent qu'il est apprécié de tous.

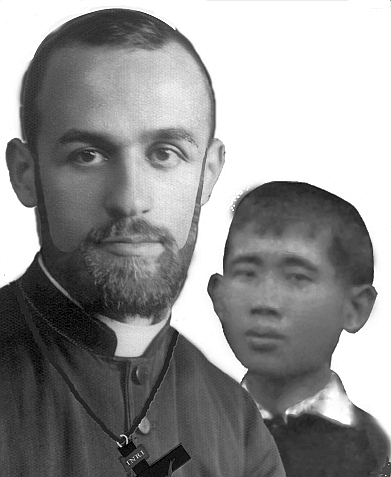
Le P. Mario Vergara et Isidore Ngei Ko Lat.

Il rencontre à Leikthò en 1946 le père Mario Vergara. Ce missionnaire est alors chargé d'implanter une nouvelle mission chrétienne, à l'est de Loikaw, et propose à Isidore de le suivre comme catéchiste. Celui-ci accepte avec empressement, et devient catéchiste à Shadaw. Il reste avec le P. Vergara jusqu'à leur mort. Il est aussi utile au père Galastri, en lui servant d'interprète. La population de Shadaw est composée de cultivateurs illettrés, souvent hostiles aux catholiques. Malgré de grosses difficultés, Isidore s'efforce de travailler avec le P. Vergara pour renforcer le sentiment religieux et la cohésion sociale de la population.
Mais des menaces sont proférées contre les missionnaires catholiques, avec des actes d'intimidation de la part de rebelles fanatiques. L'arrestation d'un catéchiste en mai 1950, James Còlei, provoque une réaction d'Isidore et du P. Vergara. Voulant sauver la vie de Còlei, ils prennent le risque d'aller le 24 mai demander sa libération au chef de district, mais c'est un chef rebelle qui les reçoit, les interroge durement et les fait arrêter. Ils sont traînés de nuit dans la forêt, puis abattus au bord de la Salouen à l'aube du 25 mai 1950. Leurs corps sont enfermés dans des sacs, jetés dans le fleuve et n'ont pas été retrouvés.

## Reconnaissance du martyre, béatification
La Congrégation pour la cause des saints, à Rome, approuve la cause de béatification qui est officiellement ouverte le 23 octobre 2001. Isidore Ngei Ko Lat  reçoit alors le titre de serviteur de Dieu.
Le 9 décembre 2013, le pape François approuve la reconnaissance du martyre d'Isidore Ngei Ko Lat et de Mario Vergara, ce qui permet leur béatification.
Isidore Ngei Ko Lat est béatifié à Milan le 24 mai 2014, dans la cathédrale d'Aversa, dans la province de Caserte, en Italie, en même temps que le P. Mario Vergara. La cérémonie est présidée par le cardinal Angelo Amato au nom du pape François. Sa fête est le 25 mai.